# Совет по общественному здоровью и проблемам демографии
Совет по общественному здоровью и проблемам демографии (СОЗД, англ. Council for Public Health and the Problems of Demography) — общественная некоммерческая организация России, занимающаяся такими проблемами как алкоголизм, табакокурение и проблемы, связанные с возрастом. Методы работы: исследование проблемы, привлечение внимание к проблеме общества и государственных структур всевозможными способами, разработка и продвижение возможных решений, взаимодействие со СМИ и государственными структурами, отслеживание динамики ситуации.
СОЗД координирует свою работу с рядом российских и международных организаций (к примеру, International Longevity Alliance). В научный совет организации входят многие учёные, в том числе Игорь Артюхов, Андрей Воронков и Алексей Москалёв.